# MAQUIA
《MAQUIA》是由集英社發行的月刊美容雜誌。發售日為每月23日。
2004年9月，以11月號創刊。發行人是今園憲一、栗田富美子。封面是深津繪里。以20至30歲的女性為目標，與同日發售的兩本競爭雜誌（VoCE、美的）一起，被稱為美容三誌中的中間雜誌。

## 內容
該公司發行的「SPUR」、「MORE」、「BAILA」大致上針對相同的目標群體，但大部分文章主要集中在化妝、指甲藝術、身體護理、美妝用品、香水等方面。一些文章附有化妝品樣品。其中「SPUR」的發售日期也是相同的。
漫畫《ONE PIECE》單行本發行數量突破2億冊的紀念活動在2011年4月號中舉行，水原希子擔任封面，並在指甲藝術上描繪了《ONE PIECE》的角色。此外，在其他期數中，綾瀬遙也多次擔任封面。

### MAQUIA美妝
在雜誌上出現的模特兒被稱為MAQUIA美妝。模特兒的名稱請參考官方網站。
頂級模特
- 鈴木惠美
- 小嶋陽菜（前AKB482010年4月號－）[3]
- 與田祐希（乃木坂46，2019年9月號－）

其他模特
- 千葉由佳
- 福吉真璃奈
- 美馬怜子
- 瀧元吏紗
- 中西麻里衣
- 佐藤咲琪
- 木村真依
- 松岡志歩
- 狩野明日香
- Yuki

前專屬模特兒
- 菊地彩香（前AKB48）[4]

## 年表
- 2004年9月 - 創刊（同年11月號）。
- 2011年2月 - 漫畫「ONE PIECE」單行本發行數量突破2億冊紀念活動舉行（同年4月號）。

## 外部連結
- MAQUIA ONLINE
- MAQUIA的X（前Twitter）
- MAQUIA的Facebook專頁
- MAQUIA的Instagram帳戶
- MAQUIA的TikTok